# Yuri Bilonoh
Yuri Bilonoh, romanizado Bilonog (Bilopillia, 9 de março de 1974), é um atleta ucraniano, especializado no arremesso de peso.
Depois de uma primeira participação em Sydney 2000, onde ficou apenas em quinto lugar, ele foi o campeão europeu da prova em 2002, no torneio disputado em Munique, Alemanha. Sua primeira medalha em mundiais foi um bronze, no Campeonato Mundial de Atletismo de 2003, em Paris. Em Atenas 2004, ganhou a medalha de ouro da prova e o título de campeão olímpico com um arremesso de 21,16 m.
Também atleta do lançamento de disco, onde tem a melhor marca pessoal de 65,53 m, Bilonoh tem 2 m de altura e pesa 130 kg.
Em dezembro de 2012 o Comitê Olímpico Internacional desclassificou Bilonoh da prova do arremesso de peso nos Jogos Olímpicos de 2004, cassando sua medalha de ouro e o diploma olímpico. Ele foi pego por uso de substâncias ilegais conforme atestou o novo teste realizado com a amostra de oito anos antes, por métodos de detecção mais precisos.